# Atletica leggera ai Giochi della II Olimpiade - Lancio del disco
La gara del lancio del disco dei Giochi della II Olimpiade si tenne il 14 (qualificazioni) e il 15 luglio (finale) 1900 a Parigi.

## L'eccellenza mondiale
Come quattro anni prima, la miglior prestazione mondiale appartiene ad uno svedese, Gustaf Söderström, che nel 1897 ha lanciato l'attrezzo a 38,70 metri.  Söderström è presente a Parigi. È scritto alla gara anche un altro svedese, un atleta emergente di appena vent'anni: Eric Lemming. 

Nell'anno olimpico il miglior risultato ottenuto prima dell'inizio dei Giochi appartiene allo statunitense Richard Sheldon: 36,72 metri, stabilito il 28 aprile.

## La gara
Il Bois de Boulogne è un rigoglioso bosco situato alla periferia (dell'epoca) di Parigi. Il campo di atletica del Racing Club è stato realizzato al suo interno. Gli alberi sono presenti tutt'intorno all'impianto. I discoboli devono tenerne conto nello scegliere la direzione del lancio. In questo, i più bravi risultano due atleti mitteleuropei: Rudolf Bauer (ungherese) e František Janda-Suk (boemo).

Gli americani, non abituati a schivare tali ostacoli, sbagliano numerosi lanci. Tra essi anche Bob Garrett, il campione in carica: nei tre lanci di qualificazione, il suo disco finisce per tre volte contro un albero. Il connazionale Richard Sheldon, invece, riesce a gestire meglio i suoi lanci e sale sul terzo gradino del podio.

## Risultati

### Qualificazioni
| Pos. | Nazione     | Atleta                     | Misura  |
| ---- | ----------- | -------------------------- | ------- |
| 1    | Ungheria    | Rudolf Bauer               | 36,04 m |
| 2    | Boemia      | František Janda-Suk        | 35,04 m |
| 3    | Stati Uniti | Richard Sheldon            | 34,10 m |
| 4    | Grecia      | Panagiōtīs Paraskeuopoulos | 34,04 m |
| 5    | Ungheria    | Rezső Crettier             | 33,65 m |
| 6    | Svezia      | Gustaf Söderström          | 33,07 m |
| 7    | Stati Uniti | John Flanagan              | 33,00 m |
| 8    | Svezia      | Eric Lemming               | 32,50 m |
| 8    | Danimarca   | Charles Winckler           | 32,50 m |
| 10   | Stati Uniti | Josiah McCracken           | 32,00 m |
| 11   | Ungheria    | Artúr Coray                | 31,00 m |
| 11   | Regno Unito | Launceston Elliot          | 31,00 m |
| 13   | Francia     | Émile Gontier              | 30,00 m |
| 14   | Ungheria    | Gyula Strausz              | 29,80 m |
| -    | Stati Uniti | Bob Garrett                | nm      |
| -    | Stati Uniti | Truxton Hare               | nm      |

### Finale

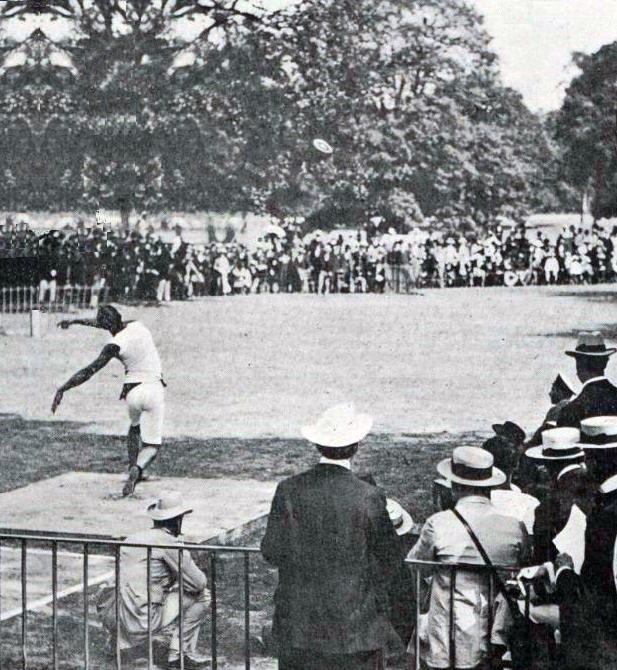
Il campo di gara del lancio del disco. Bauer ha appena lanciato: si vede l'attrezzo in volo.

Domenica 15 luglio, ore 15,15.
| Pos.    | Nazione     | Atleta                     | Età | Misura  | Qualificazioni |
| ------- | ----------- | -------------------------- | --- | ------- | -------------- |
| Oro     | Ungheria    | Rudolf Bauer               | 21  | n/d     | 36,04 m        |
| Argento | Boemia      | František Janda-Suk        | 22  | 35,14 m | 35,04 m        |
| Bronzo  | Stati Uniti | Richard Sheldon            | 22  | 34,60 m | 34,10 m        |
| 4       | Grecia      | Panagiōtīs Paraskeuopoulos | 25  | 34,50 m | 34,04 m        |
| 5       | Ungheria    | Rezső Crettier             | 22  | n/d     | 33,65 m        |